# LiveJournal
LiveJournal (ofte forkortet LJ) er et virtual community hvor internet bruger kan blogge eller skrive dagbog. LiveJournal adskiller sig fra andre bloggersites ved at lægge stor vægt på interaktion mellem brugerne og på at skabe små samfund, og ikke blot være en samling af blogs. LiveJournal er i den forstand meget inspireret af WELL.
LiveJournal blev startet i 1999 af Brad Fitzpatrick som et værktøj der hjalp ham med at holde sine venner fra gymnasiet orienteret om sine aktiviteter. Fitzpatrick startede virksomheden Danga Interactive til at drive LiveJounal, og solgte i 2005 virksomheden til bloggerprogramfirmaet Six Apart. I December 2007 solgte Six Apart Livejournal til firmaet SUP.

## Programmer
LiveJournal er også navnet på en fri program-pakke opbygget til at drive LiveJournal og andre sites som den.

## Eksterne links
- LiveJournal

| Internet | Spire Denne internet-relaterede artikel er en spire som bør udbygges. Du er velkommen til at hjælpe Wikipedia ved at udvide den. |